# Grandicrepidula
Grandicrepidula is een geslacht van weekdieren uit de klasse van de Gastropoda (slakken). 

## Soorten
- Grandicrepidula collinae B. A. Marshall, 2003
- Grandicrepidula densistria (Suter, 1917) †
- Grandicrepidula grandis (Middendorff, 1849)
- Grandicrepidula hemispherica Beu, 2010 †
- Grandicrepidula salebrosa (Marwick, 1929) †